# Bass Hits
Bass Hits è un album raccolta di Oscar Pettiford, pubblicato dalla Topaz Jazz Records nel 1998.Questa compilation raccoglie le prime incisioni del contrabbassista in un periodo di tempo fra il 1943 al 1946.

## Tracce
1. Esquire Blues – 3:16 (Leonard Feather) – Registrato il 4 dicembre 1943 a New York
2. The Man I Love – 5:10 (George Gershwin, Ira Gershwin) – Registrato il 23 dicembre 1943 a New York
3. Crazy Rhythm – 3:16 (Irving Caesar, Roger Wolfe Kahn, Joseph Meyer) – Registrato il 23 dicembre 1943 a New York
4. Disorder at the Border – 2:52 (Coleman Hawkins) – Registrato il 22 febbraio 1944 a New York
5. Pluckin' That Thing – 2:31 (Oscar Pettiford) – Registrato il 1º marzo 1944 a New York
6. Honeysuckle Rose – 3:20 (Andy Razaf, Fats Waller) – Registrato il 1º marzo 1944 a New York
7. Jumpin' with Judy – 2:51 (Walter Thomas) – Registrato il 1º aprile 1944
8. I Got a Date with Rhythm Man – 2:58 (Billy Eckstine) – Registrato il 13 aprile 1944
9. Honeysuckle Rose – 3:17 (Andy Razaf, Fats Waller) – Registrato il 17 aprile 1944
10. Blue Skies – 3:17 (Irving Berlin) – Registrato il 17 aprile 1944
11. Kat's Fur – 3:01 (Ben Webster) – Registrato il 17 aprile 1944
12. Dee Dee's Dance – 3:03 (Denzil Best) – Registrato il 19 dicembre 1944 a New York
13. Something for You – 2:30 (Oscar Pettiford) – Registrato il 9 gennaio 1945 a New York
14. Good Bait – 3:00 (Count Basie, Tadd Dameron) – Registrato il 9 gennaio 1945 a New York
15. Salt Peanuts – 3:00 (Kenny Clarke, Dizzy Gillespie) – Registrato il 9 gennaio 1945 a New York
16. Bebop – 3:08 (Dizzy Gillespie) – Registrato il 9 gennaio 1945 a New York
17. Mop Mop – 3:06 (Leonard Feather) – Registrato nel marzo 1945 a Los Angeles (California)
18. Wrap Your Troubles in Dreams (and Dream Your Troubles Away) – 3:08 (Harry Barris, Ted Koehler, Billy Moll) – Registrato il 23 febbraio 1945 a Los Angeles (California)
19. Frankie and Johnny, Pt.1 – 2:59 (Brano tradizionale) – Registrato il 26 dicembre 1945 a Los Angeles (California)
20. Frankie and Johnny, Pt.2 – 2:10 (Brano tradizionale) – Registrato il 26 dicembre 1945 a Los Angeles (California)
21. Suddenly It Jumped – 2:49 (Duke Ellington) – Registrato il 9 luglio 1946 a Hollywood (California)
22. Swamp Fire – 2:51 (Harold Mooney) – Registrato il 3 settembre 1946 a Hollywood (California)
23. Don't Drive This Jive Away – 2:51 (Estelle Edson, Oscar Pettiford) – Registrato nel settembre (o) ottobre del 1945

## Musicisti
Brano 1 (Leonard Feather's Esquire All Stars)
- Leonard Feather - conduttore musicale, leader
- Oscar Pettiford - contrabbasso
- Cootie Williams - tromba
- Edmond Hall - clarinetto
- Coleman Hawkins - sassofono tenore
- Art Tatum - pianoforte
- Al Casey - chitarra
- Sid Catlett - batteria

Brani 2 e 3 (Coleman Hawkins Swing Four)
- Coleman Hawkins - sassofono tenore, leader
- Oscar Pettiford - contrabbasso
- Eddie Heywood - pianoforte
- Shelly Manne - batteria

Brano 4 (Coleman Hawkins & His Orchestra)
- Coleman Hawkins - sassofono tenore, leader
- Oscar Pettiford - contrabbasso
- Dizzy Gillespie - tromba
- Vic Coulson - tromba
- Ed Vandever - tromba
- Leo Parker - sassofono alto
- Leonard Lowry - sassofono alto
- Don Byas - sassofono tenore
- Ray Abrams - sassofono tenore
- Budd Johnson - sassofono tenore, sassofono baritono
- Clyde Hart - pianoforte
- Max Roach - batteria

Brani 5 e 6 (Sammy Price & His Bluesicians)
- Sammy Price - pianoforte, leader
- Oscar Pettiford - contrabbasso
- Bill Coleman - tromba
- Joe Eldridge - sassofono alto
- Ike Quebec - sassofono tenore
- Harold Doc west - batteria

Brano 7 (Walter Foots Thomas & His Jump Cats)
- Walter Foots Thomas - sassofono alto, sassofono tenore, leader
- Oscar Pettiford - contrabbasso
- Emmett Berry - tromba
- Budd Johnson - clarinetto, sassofono tenore
- Ben Webster - sassofono tenore
- Clyde Hart - pianoforte
- Cozy Cole - batteria

Brano 8 (Billy Eckstine with the De Luxe All Stars)
- Billy Eckstine - voce, caporchestra
- Oscar Pettiford - contrabbasso
- Dizzy Gillespie - tromba
- Freddie Webster - tromba
- Shorty McConnell - tromba
- Al Killian - tromba
- Trummy Young - trombone
- Claude Jones - trombone
- Howard Scott - trombone
- Budd Johnson - sassofono alto
- Jimmy Powell - sassofono alto
- Wardell Gray - sassofono tenore
- Thomas Crump - sassofono tenore
- Rudy Rutherford - sassofono baritono
- Clyde Hart - pianoforte
- Connie Wainwright - chitarra
- Shadow Wilson - batteria
- Budd Johnson - arrangiamenti
- Gerry Valentine - arrangiamenti

Brani 9, 10 e 11 (Ben Webster Quartet)
- Ben Webster - sassofono tenore, leader
- Oscar Pettiford - contrabbasso
- Johnny Guarnieri - pianoforte
- David Booth - batteria

Brano 12 (Clyde Hart's Hot Seven)
- Clyde Hart - pianoforte, leader
- Oscar Pettiford - contrabbasso
- Benny Harris - tromba
- Herbie Fields - sassofono alto, sassofono tenore
- Budd Johnson - sassofono tenore
- Chuck Wayne - chitarra
- Denzil Best - batteria
- Joe Gregory - voce

Brano 13 (Oscar Pettiford & His 18 All Stars)
- La big band includeva:
- Oscar Pettiford - contrabbasso, leader
- Dizzy Gillespie - tromba
- Trummy Young - trombone
- Benny Morton - trombone
- Don Byas - sassofono tenore
- Johnny Bothwell - sassofono alto
- Serge Chaloff - sassofono baritono
- Clyde Hart - pianoforte
- Al Casey - chitarra
- Shelly Manne - batteria
- Rubberlegs Williams - voce
- altri musicisti sconosciuti

Brani 14, 15 e 16 (Dizzy Gillespie Sextet)
- Dizzy Gillespie - tromba, leader
- Oscar Pettiford - contrabbasso
- Trummy Young - trombone
- Don Byas - sassofono tenore
- Clyde Hart - pianoforte
- Shelly Manne (o) Irv Kluger - batteria

Brano 17 (Coleman Hawkins Quintet)
- Coleman Hawkins - sassofono tenore, leader
- Oscar Pettiford - contrabbasso
- Howard McGhee - tromba
- Charles Thompson - pianoforte
- Denzil Best - batteria

Brano 18 (Coleman Hawkins & His Orchestra)
- Coleman Hawkins - sassofono tenore, leader
- Oscar Pettiford - contrabbasso
- Howard McGhee - tromba
- Vic Dickenson - trombone
- Charles Thompson - pianoforte
- Alan Reuss - chitarra
- Denzil Best - batteria

Brani 19 e 20 (Duke Ellington & His Orchestra)
- Duke Ellington - pianoforte, leader
- Oscar Pettiford - contrabbasso
- Rex Stewart - tromba
- Cat Anderson - tromba
- Shelton Hemphill - tromba
- Taft Jordan - tromba
- Ray Nance - tromba, violino
- Joe Nanton - trombone
- Lawrence Brown - trombone
- Wilbur DeParis - trombone
- Claude Jones - trombone a pistoni
- Jimmy Hamilton - clarinetto, sassofono tenore
- Russell Procope - sassofono alto
- Johnny Hodges - sassofono alto
- Al Sears - sassofono tenore
- Harry Carney - clarinetto, sassofono baritono
- Fred Guy - chitarra
- Sonny Greer - batteria

Brano 21 (Duke Ellington & His Orchestra)
- Duke Ellington - leader
- Oscar Pettiford - contrabbasso
- Billy Strayhorn - pianoforte
- Francis Williams - tromba
- Cat Anderson - tromba
- Reunald Jones - tromba
- Shelton Hemphill - tromba
- Taft Jordan - tromba
- Ray Nance - tromba, violino
- Lawrence Brown - trombone
- Wilbur DeParis - trombone
- Claude Jones - trombone
- Joe Tricky Sam Nanton - trombone
- Johnny Hodges - sassofono alto
- Russell Procope - sassofono alto
- Jimmy Hamilton - clarinetto, sassofono tenore
- Al Sears - sassofono tenore
- Harry Carney - sassofono baritono
- Fred Guy - chitarra
- Sonny Greer - batteria

Brano 22 (Duke Ellington & His Orchestra)
- Duke Ellington - pianoforte, leader
- Oscar Pettiford - contrabbasso
- Francis Williams - tromba
- Harold Baker - tromba
- Ray Nance - tromba
- Cat Anderson - tromba
- Shelton Hemphill - tromba
- Taft Jordan - tromba
- Lawrence Brown - trombone
- Wilbur DeParis - trombone
- Claude Jones - trombone
- Johnny Hodges - sassofono alto
- Russell Procope - sassofono alto
- Jimmy Hamilton - clarinetto, sassofono tenore
- Al Sears - sassofono tenore
- Harry Carney - sassofono baritono
- Fred Guy - chitarra
- Sonny Greer - batteria

Brano 23 (Estelle Edson with Oscar Pettiford & His All Stars)
- Estelle Edson - voce
- Oscar Pettiford - contrabbasso
- Karl George - tromba
- Jewell Grant - sassofono alto
- Lucky Thompson - sassofono tenore
- Leon Beck - sassofono baritono
- Wilbert Baranco - pianoforte
- Chuck Norris - chitarra
- Roy Porter - batteria[1]